# Birger Hjørland
Birger Hjørland (1 stycznia 1947 w Nærum) – duński profesor, informatolog w Królewskiej Szkole Bibliotekoznawstwa i Informacji Naukowej w Aalborg, specjalista w dziedzinie organizacji wiedzy. North American Knowledge Organization Studies podało jego nazwisko jako pioniera informacji naukowej.
Jego główne obszary badań odnoszą się do organizacji wiedzy, typologii dokumentów i analizy domen. Hjørland stworzył dwie ważne teorie z zakresu organizacji wiedzy: analizę domen i teorię koncepcyjną.

## Życiorys
Birger Hjørland rozpoczął pracę w Królewskiej Szkole Bibliotekoznawstwa i Informacji Naukowej w Aalborgu w 1976 roku, a w latach 1978–1990 prowadził badania bibliotekoznawcze w Bibliotece Królewskiej w Kopenhadze. Od 2002 roku uczy w swojej alma mater.

## Ważniejsze publikacje
- Birger Hjørland, Hanne Albrechtsen. Toward a new horizon in information science: Domain-analysis. „Journal of The American Society For Information Science”. 46 (6), s. 400–425, 1994. (ang.).
- Birger Hjørland, Nine Principles of Knowledge Organization [online] (ang.).
- Birger Hjørland: Lifeboat for Knowledge Organization. [dostęp 2014-04-25]. [zarchiwizowane z tego adresu (2016-11-24)]. (ang.).,
- Birger Hjørland. What is knowledge organization (KO)?. „Knowledge Organization”. 35, s. 86–101, 2008. (ang.).,
- Birger Hjørland. Theory and meta-theory of information science: a new interpretation. „Journal of documentation”. 54 (5). s. 606–621. DOI: 10.1108/EUM0000000007183. (ang.).